# Кітцек-ім-Заузаль
Кітцек-ім-Заузаль (нім. Kitzeck im Sausal) —  громада в окрузі Лайбніц австрійської федеральної землі Штирія.
Громада спеціалізується на виноробстві та туризмі. У 1979 році тут відкрили перший у Штирії музей виноробства.

## Сусідні громади
|                 | Санкт-Ніколай-ім-Заузаль | Тілльміч |
| Санкт-Андре-Гех | Розташування             |          |
| Глайнштеттен    | Гроссклайн               | Гаймшу   |